# Joseph Reynders
Joseph Reynders (Anversa, 16 dicembre 1929 – Anversa, 12 aprile 2024) è stato un nuotatore e pallanuotista belga.

## Biografia
Joseph Reynders nacque ad Anversa il 16 dicembre 1929, fratello maggiore di un altro nuotatore olimpico, Kamiel Reynders.
Come nuotatore disputò le Olimpiadi di Londra 1948, gareggiando nei 1500 m stile libero, mentre come pallanuotista partecipò alle Olimpiadi di Helsinki 1952.
Morì ad Anversa il 12 aprile 2024 all'età di 94 anni.